# Limnophila carteri
Limnophila carteri är en tvåvingeart som beskrevs av Alexander 1922. Limnophila carteri ingår i släktet Limnophila och familjen småharkrankar. Inga underarter finns listade i Catalogue of Life.